# Mahmoud Gad
Mahmoud Gad Mahmoud Ahmed, noto semplicemente come Mahmoud Gad (in arabo محمود جاد محمود احمد‎?; El-Senbellawein, 11 ottobre 1998), è un calciatore egiziano, portiere dell'Al-Masry e della nazionale egiziana.

## Carriera

### Club
Muove i suoi primi passi nelle giovanili dell'ENPPI. Nel 2018 viene aggregato alla prima squadra. Il 19 settembre 2022 firma un quadriennale con l'Al-Masry.

### Nazionale
Dopo aver preso parte ai Giochi Olimpici di Tokyo, il 29 dicembre 2021 viene incluso dal CT Carlos Queiroz nella lista definitiva dei 25 convocati per la fase finale della Coppa d'Africa 2021, dove l'Egitto viene sconfitto in finale dal Senegal ai calci di rigore.

## Statistiche

### Presenze e reti nei club
Statistiche aggiornate al 26 marzo 2022.
| Stagione        | Squadra         | Campionato      | Campionato | Campionato | Coppe nazionali | Coppe nazionali | Coppe nazionali | Coppe continentali | Coppe continentali | Coppe continentali | Altre coppe | Altre coppe | Altre coppe | Totale | Totale |
| Stagione        | Squadra         | Comp            | Pres       | Reti       | Comp            | Pres            | Reti            | Comp               | Pres               | Reti               | Comp        | Pres        | Reti        | Pres   | Reti   |
| --------------- | --------------- | --------------- | ---------- | ---------- | --------------- | --------------- | --------------- | ------------------ | ------------------ | ------------------ | ----------- | ----------- | ----------- | ------ | ------ |
| 2018-2019       | ENPPI           | PL              | 5          | -9         | CE              | 2               | -2              | -                  | -                  | -                  | -           | -           | -           | 7      | -11    |
| 2019-2020       | ENPPI           | PL              | 30         | -29        | CE              | 1               | 0               | -                  | -                  | -                  | -           | -           | -           | 31     | -29    |
| 2020-2021       | ENPPI           | PL              | 29         | -29        | CE              | 1               | -1              | -                  | -                  | -                  | -           | -           | -           | 30     | -30    |
| 2021-2022       | ENPPI           | PL              | 18         | -25        | CE              | 2               | -5              | -                  | -                  | -                  | -           | -           | -           | 20     | -30    |
| Totale ENPPI    | Totale ENPPI    | Totale ENPPI    | 82         | -92        |                 | 6               | -8              |                    | -                  | -                  |             | -           | -           | 88     | -100   |
| 2022-2023       | Al-Masry        | PL              | 18         | -20        | CE              | 1               | -1              | -                  | -                  | -                  | -           | -           | -           | 19     | -21    |
| Totale carriera | Totale carriera | Totale carriera | 100        | -112       |                 | 7               | -9              |                    | -                  | -                  |             | -           | -           | 107    | -121   |